# Shoji Jo
Shoji Jo, född 17 juni 1975 i Hokkaido prefektur, Japan, är en japansk tidigare fotbollsspelare.